# The Big Issue

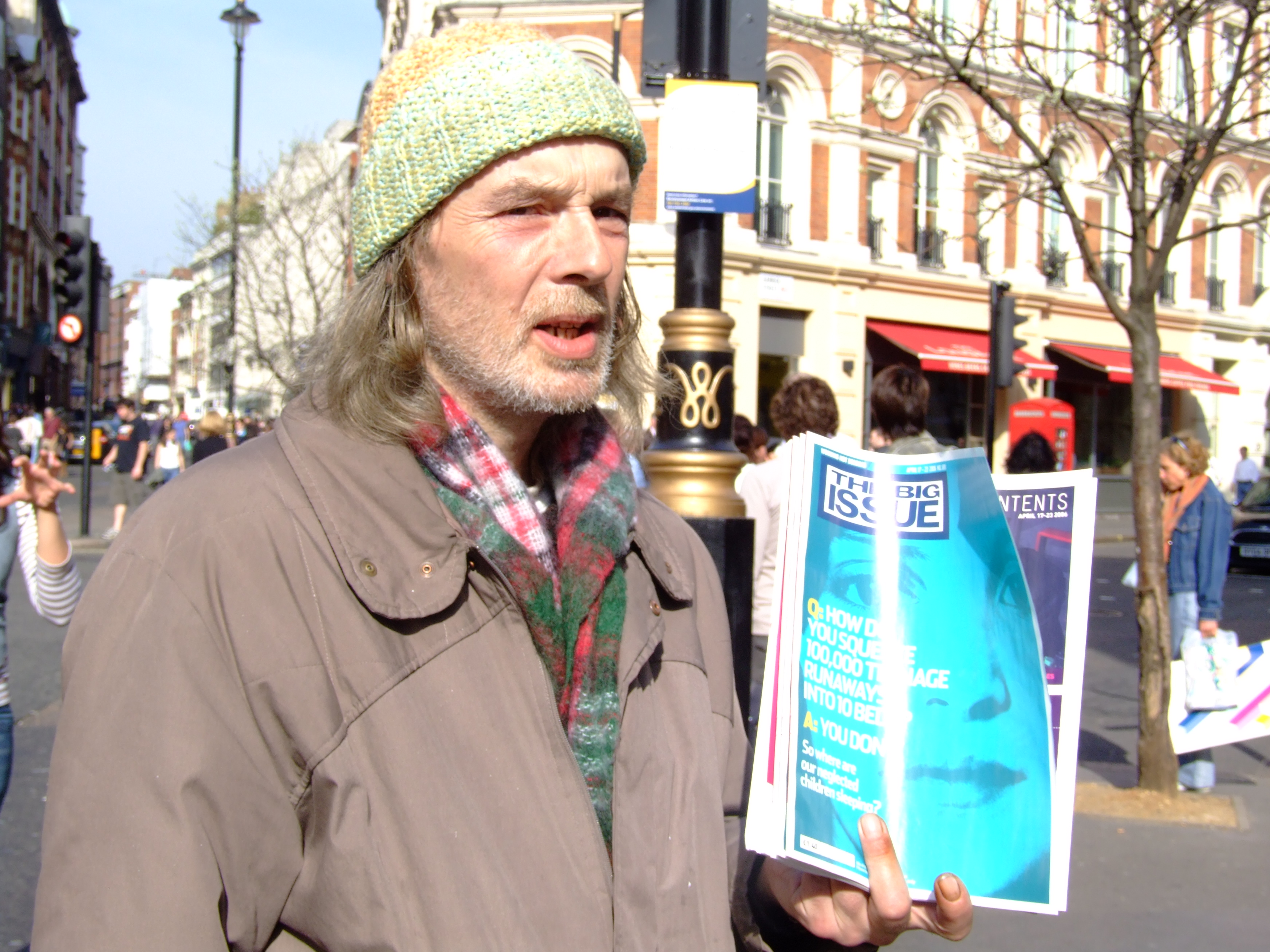
Ein Verkäufer von The Big Issue, Covent Garden, London (2006)

The Big Issue (etwa „Das große Thema“) ist eine international bekannte und erfolgreiche britische Straßenzeitung, die von professionellen Journalisten geschrieben und meist von obdachlosen oder ehemals obdachlosen Menschen verkauft wird. Gegründet wurde das Projekt 1991 von John A. Bird und wird mittlerweile als Ltd. (GmbH) geführt. Einnahmen werden der „Big Issue Foundation“ abgeführt, die eine eingetragene Wohltätigkeitsorganisation ist. Das Ziel des Zeitungsprojekts ist es, obdachlosen Menschen ein legales Einkommen zu ermöglichen (Hilfe zur Selbsthilfe). Die Zeitschrift finanziert sich durch Werbung und Verkaufserlöse. Seitdem der Autor und Straßenmusiker James Bowen die Zeitung verkauft, ist sein Kater Bob als „The Big Issue cat“ bekannt.

## Nationale und internationale Ableger
Fünf verschiedene lokale Ausgaben werden in Großbritannien verkauft: The Big Issue (London), The Big Issue in the North (Manchester), The Big Issue Scotland (Glasgow), The Big Issue South West (Bristol) und The Big Issue Cymru/Wales (Cardiff).
In Los Angeles ist eine Gründung gerade in Vorbereitung. Des Weiteren gibt es vier internationale Projekte, die alle von London initiiert wurden:
- Australien – Sydney, Melbourne, Brisbane und Adelaide
- Südafrika – Johannesburg
- Namibia – Windhoek
- Japan
- Taiwan

The Big Issue gilt als Vorbild für viele Obdachlosenzeitungen in Europa, die seitdem entstanden sind.